# Cyclophora vusarmana
Cyclophora vusarmana är en fjärilsart som beskrevs av Walker 1861. Cyclophora vusarmana ingår i släktet Cyclophora och familjen mätare. Inga underarter finns listade i Catalogue of Life.